# Anthrax gobiensis
Anthrax gobiensis är en tvåvingeart som beskrevs av Zaitzev 1974. Anthrax gobiensis ingår i släktet Anthrax och familjen svävflugor.
Artens utbredningsområde är Mongoliet. Inga underarter finns listade i Catalogue of Life.